# Grandfalls (Teksas)
Grandfalls je gradić u američkoj saveznoj državi Teksas. Prema popisu stanovništva iz 2010. u njemu je živjelo 360 stanovnika.